# Melica altissima
Espèce
La mélique élevée  (Melica altissima) ou mélique de Sibérie est une espèce de plantes herbacées de la famille des Poaceae (graminées) originaire de Sibérie.
Elle pousse facilement sur sols arides et pauvres.
Sa panicule est très rameuse, imitant celle des avoines. Elle est très vigoureuse et précoce. Ses tiges nombreuses et droites peuvent mesurer jusqu'à un mètre de haut.